# HAL 9000

電影中的HAL 9000用來觀看外界的攝影眼。

哈兒，是英國小說家亞瑟·克拉克所著《太空漫遊》（Space Odyssey）小說中出現的一個虛構角色，也是重要反派角色，中文譯為哈兒或海兒。在《2001太空漫遊》中，哈兒由錢德拉博士所造，置於發現號上，被喻為發現號上的第六名乘員。在故事的續作《2010大太空》中，地球上有另一臺也具有強人工智慧、名為莎兒（SAL 9000）的電腦。

## 名字來源
哈兒名字源自「啟發式程序化演算計算機」（Heuristically programmed ALgorithmic computer），「HAL」經常被認為是在影射電腦公司「IBM」，因為在英文字母順序中I、B、M 都緊接在 H、A、L 之後，不過作者澄清這並非他的本意。實際上，哈兒最開始是叫做雅典娜，即戰爭、智慧與生育女神，但是庫柏力克認為男性的人格和聲音更適合用來演繹一台殺人如麻的超級電腦。

## 誕生地
在《2001太空漫遊》中，哈兒第一次出現，自稱於1992年1月12日誕生在伊利諾伊州厄巴納市的哈兒工廠，生產序列號是3。在早前的劇本中，哈兒誕生於1991年。後來在克拉克的電影改編小說中，它的生日被改成了1997年。在現實中，伊利阿克1號（ILLIAC I）和柏拉圖系統（PLATO）先後於1952年和1960年誕生於伊利諾伊州立大學。

## 形象與功能
在《2001太空漫遊》中，哈兒是一部擁有強人工智慧的超級電腦。儘管在影片末尾可以看到哈兒的部分硬件，但是它一般被描述成中間有一顆紅點的攝影鏡頭，遍布整艘太空船。它控制著發現者一號太空船的所有系統，與太空船內的宇航員們有所互動。除了在執行前往木星的星際任務期間維持發現者一號太空船系統的運作，哈兒還擁有語音交流、語音識別、面部識別、自然語言處理、讀取唇語、藝術鑒賞、情感行為識別、自主推理、下國際象棋等功能。

## 角色配音
哈兒說話的口吻輕柔、平靜，恰恰與人類船員大衛·鮑曼和弗蘭克·普爾相反。在兩部電影中，哈兒由道格拉斯·瑞恩配音。在排練期間，庫柏力克一邊請史蒂芬妮·帕瓦斯來給哈兒配音，好讓其他演員們來對臺詞，一邊在找一個合適的中性化的聲音。在現場拍攝時，英國演員尼格爾·戴文波特為哈兒做了配音。在後期制作時，庫柏力克一開始找來馬丁·巴爾薩姆來做配音。但他覺得巴爾薩姆的聲音“太美國佬了”，就換了加拿大莎劇演員道格拉斯·瑞恩，因為“我們覺得他不帶任何特征的泛大西洋口音才符合這個角色”。瑞恩並沒有收到整部電影劇本的臺詞，而只收到了哈兒的那部分臺詞。他花了一天半的時間就錄好了所有臺詞。在另一部短片中，哈兒由安德魯·斯坦頓配音。

## 鏡頭
哈兒的主觀鏡頭用的是寬銀幕Fairchild-柯蒂斯160度廣角鏡頭。這種鏡頭的直徑有8英寸（20厘米），而哈兒的道具鏡頭的直徑只有3英寸（7.6厘米）。庫柏力克之所以選擇用大型Fairchild-柯蒂斯鏡頭來作為哈兒的主觀鏡頭，是因為他需要一個廣角魚眼鏡頭來充當哈兒的攝影鏡頭，而當時只有這種鏡頭能用得了。在1970年代早期，克里斯·蘭道爾在倫敦帕丁頓的一家垃圾回收店裡發現了哈兒9000面板，不過鏡頭已經沒了。經過研究，哈兒9000當時用了一個尼康尼克爾8毫米F8鏡頭。這個鏡頭後來和哈爾主機室的鑰匙一起被發現。2010年，電影導演彼得·傑克遜在克里斯蒂拍賣會上以17500英鎊的價格拍下了這兩件收藏品 （页面存档备份，存于）。

## 外部連結
- Text excerpts from HAL 9000 in 2001: A Space Odyssey Archive.today的存檔，存档日期2012-12-08
- Audio soundbites from 2001: A Space Odyssey （页面存档备份，存于）
- HAL's Legacy，on-line ebook (mostly full-text) of the printed version edited by David G. Stork, MIT Press, 1997, ISBN 0-262-69211-2, a collection of essays on HAL
- HAL's Legacy（页面存档备份，存于），An Interview with Arthur C. Clarke.
- The case for HAL's sanity by Clay Waldrop （页面存档备份，存于）
- "2001" fills the theater （页面存档备份，存于） at HAL 9000's "birthday" in 1997 at the University of Illinois at Urbana-Champaign
- The Hal Project featuring the Hal 9000 screensaver.
- A wallpaper by Mauricio Fndz. Rosiñol